# Tiranet de Loja
El tiranet de Loja (Zimmerius flavidifrons) és un ocell de la família dels tirànids (Tyrannidae).

## Hàbitat i distribució
Habita els boscos del sud-oest de l'Equador.

## Taxonomia
Considerat sovint una subespècie del tiranet caradaurat (Zimmerius chrysops), avui és considerat una espècie de ple dret, arran els treballs de Ridgely et Greenfield 2001.